# Кайрагач-Арык
Кайрагач-Арык (кирг. Кайрагач-Арык) — село в Араванском районе Ошской области Кыргызстана. Административный центр Нурабадского айылного аймака.

## География
Село расположено в западной части области, на расстоянии приблизительно 6 километров (по прямой) к северо-западу от села Араван, административного центра района. Абсолютная высота — 627 метров над уровнем моря.

## Население
Согласно оценочным данным Национального статистического комитета Кыргызской Республики, численность населения села на начало 2023 года составляла 4089 человек.
| год     | 2009 | 2014 | 2015 | 2020 | 2021 | 2023 |
| ------- | ---- | ---- | ---- | ---- | ---- | ---- |
| человек | 2926 | 3206 | 3284 | 3775 | 3824 | 4089 |